# Axyrideae
Axyrideae je tribus štirovki, dio potporodice Chenopodioideae.
Postoje 3 roda od kojih su 2 monotipična.

## Rodovi
1. Axyris L. (7 spp.)
2. Krascheninnikovia Gueldenst. (1 sp.)
3. Ceratocarpus Buxb. ex L. (1 sp.)